# Time Warner Center
Time Warner Center je budova stojící na Columbus Circle na rohu Central Parku v New Yorku. Skládá se ze dvou mrakodrapů, ty jsou ve spodních patrech propojeny obchodními prostory a garáží. Obě věže mají 55 pater a jejich střechy ve výšce 229 m nad úrovní ulice. Stavební práce na budově začaly v roce 2000 a ukončeny byly v roce 2003. Náklady na stavbu byly 1,6 miliardy dolarů, to z TWC dělá jednu z nejnákladnějších budov, jaké kdy byly v USA postaveny. Navrhla jej firma Skidmore, Owings and Merrill. Podlahová plocha je asi 260 000 m2 a nejvíce prostor zabírá firma Time Warner. Najdeme zde ale také kanceláře jiných firem, Mandarin Oriental Hotel, obchodní prostory a ve vyšších patrech luxusní byty.